# Harringtonia dalmeidai
Harringtonia dalmeidai är en skalbaggsart som först beskrevs av Dillon 1946. Harringtonia dalmeidai ingår i släktet Harringtonia och familjen långhorningar.
Artens utbredningsområde är:
- Costa Rica.
- Panama.

Inga underarter finns listade i Catalogue of Life.